# リアード川
リアード川（リアードがわ、Liard River）は、カナダのユーコン準州、ブリティッシュコロンビア州、ノースウェスト準州を流れる川である。マッケンジー川の支流で、全長は1,215kmにおよぶ。

## 地理
ユーコン準州南東部のペリー山脈に源を発し、南東に流れてブリティッシュコロンビア州に入り、東に転じて山脈を抜ける。北東に深い森の中を流れノースウェスト準州のフォートシンプソンでマッケンジー川に合流する。
途中のフォートリアードまでは航行可能である。

## 支流
- ケチカ川
- フォートネルソン川
- サウスナハニー川